# 락샤드위프 제도

락샤드위프 제도의 위치

락샤드위프 제도(영어: Lakshadweep, 말라얄람어: ലക്ഷദ്വീപ്, 디베히어: ލަކްޝަދީބު) 또는 래카다이브 제도는 라카디브 해와 아라비아해 사이에 위치한 인도의 연방 직할지로 행정 중심지는 카바라티이며 인구는 60,595명(2001년 기준), 면적은 32km2이다. 섬의 이름은 산스크리트어로 "10만 개의 섬"을 뜻한다. 말라얄람어와 디베히어를 공용어로 사용한다.